# Huseničák šedý

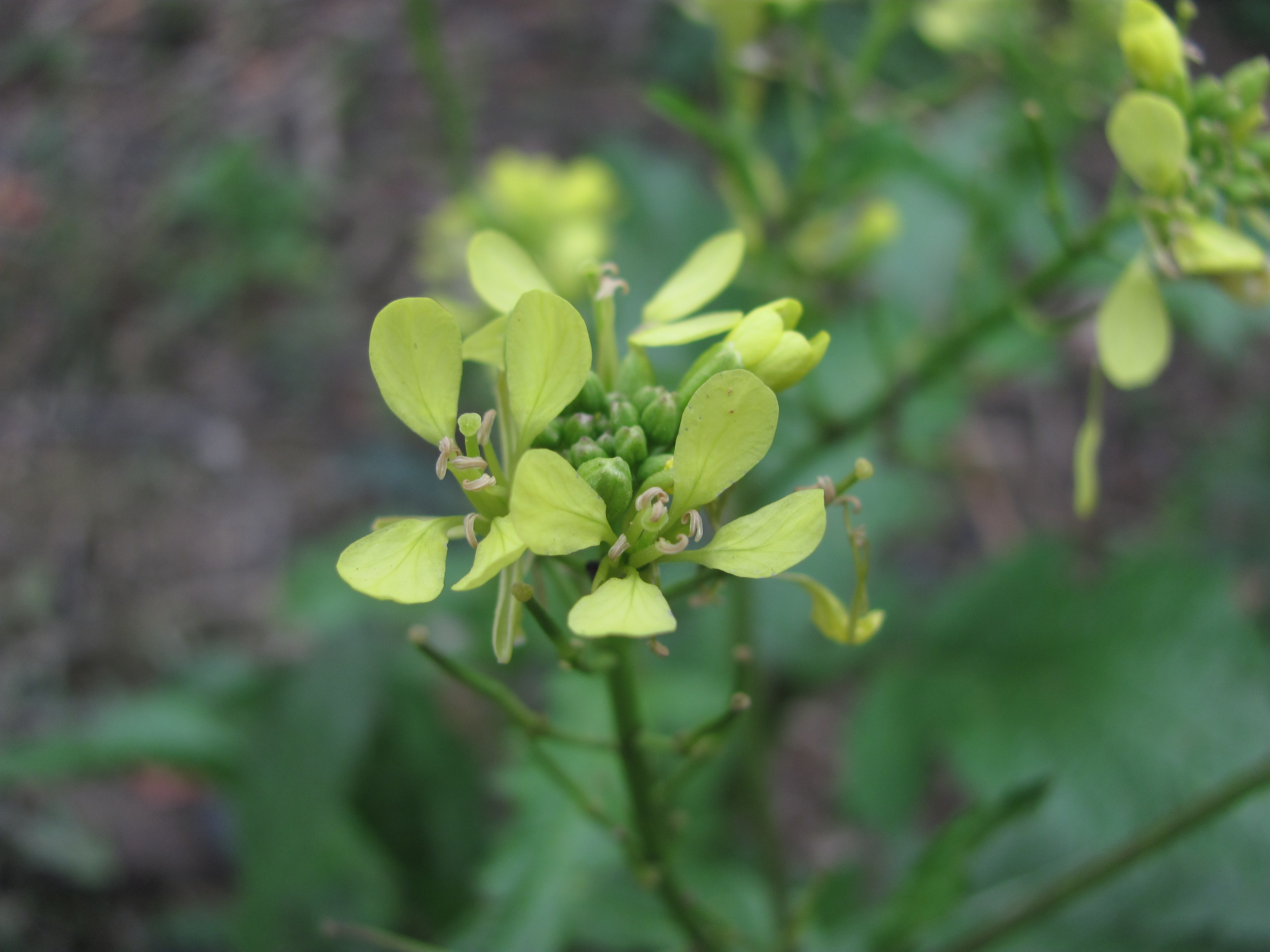
Květ huseničáku

Huseničák šedý (Hirschfeldia incana) je jediným druhem monotypického rodu huseničák (Hirschfeldia), rostliny, která byla do Československa zavlečena v 60. létech 20. století.

## Rozšíření
Je původem z jižní Evropy, kde se zcela běžně vyskytuje v zemích okolo Středozemního moře. V některých zemích severní Evropy již také zdomácněla, ve střední Evropě se však vyskytuje jen přechodně, na Slovensku ještě nebyla zaznamenána. Dále hojně roste v Malé Asii, na Blízkém východě i na Kavkazu, v severních oblastech Afriky i v Makaronésii. Byla zavlečena na východ Severní Ameriky, do severních oblastí Argentiny a Chile, jakož i na jihovýchod Austrálie a Nový Zéland.
V České republice byl huseničák šedý nalezen poprvé v roce 1956. Do severní a střední Evropy bývá importován hlavně s obilovinami a olejninami, kde je nežádoucí příměsí. V sekundárním areálu výskytu se nachází hlavně u cest nebo železničních tratí, případně v okolí přístaviště. K nalezení je také na obdělávaných polích i rumištích, kde je sušší půda zásobena živinami.

## Popis
Huseničák šedý je jednoletou až dvouletou šedozelenou bylinou dosahující výšky 30 až 80 cm. Jeho převážně přímé lodyhy jsou široce rozvětvené, hlavní lodyha je však znatelně nejvyšší; ve spodní části jsou pokryty krátkými chlupy, stejně jako našedlé listy z obou stran. Řapíkaté listy v přízemní listové růžici mohou být dlouhé i 20 až 30 cm, jsou peřenosečné s 2 až 7 páry postranních laloků. Spodní lodyžní listy bez palistů vyrůstající střídavě bývají dlouhé od 7 do 16 cm. Listové čepele jsou obkopinaté nebo lyrovitě peřenosečné až peřenodílné, mívají až 5 párů postranních úkrojků a podlouhlý srdčitý koncový úkrojek o délce 4 až 7 cm. Podlouhlé až kopinaté horní lodyžní listy mívají řapík jen zcela krátký nebo jsou přisedlé a jsou vůči spodním relativně malé. Kořen je kůlovitý se širokou sítí drobných kořínků.
Bisymetrické oboupohlavné bledě žluté květy jsou sestaveny do hroznovitých květenství, která se při tvorbě plodů prodlužují, většinou jsou bez listenů. Květy jsou sice malé, velikost květu se pohybuje od 6 do 12 mm, ale současně jich rozkvétá velký počet. Mají 4 kališní lístky i 4 korunní lístky. V květu je 6 tyčinek (2 jsou z nich kratší), pyl je trikolpátní, květní lůžko má zelená nektaria. Parakarpní gyneceum je složeno ze dvou plodolistů. Svrchní semeník má 8 až 14 dvouobalných vajíček s nástěnnou placentaci, blizna je paličková. Kvete v červnu až říjnu.
Plod je podlouhlá, vztyčená, pukavá šešule se zobánkem nahoře, má 2 lysé nebo krátce chlupaté chlopně. Je na stopce dlouhé 4 mm a měří až 10 mm. V plodu může být v jedné řadě 10 i 60 válcovitých až vejčitých semen velkých asi 1 mm, která jsou červenohnědá, hladká, síťovaná a při navlhčení neslizovatí.

## Rozmnožování
Semena huseničáku vyklíčí brzy po vysemeněni, nemají období dormance. Přestože optimální teplota je 10 až 15 °C, klíčí v širokém rozmezí teplot, stačí i něco málo nad 0 °C. Semena dozrávají od července a brzy nato šešule pukají. Mladé rostliny tak většinou vzejdou ještě v létě nebo brzy na podzim, i v našich klimatických podmínkách úspěšně přečkají zimu. Část semen vyklíčí až na jaře, uchovávají si klíčivost po dlouhou dobu.
Na lokalitách v České republice se vyskytuje většinou jen v jednom nebo v několika málo kusech. To je také asi důvodem, že v našich podmínkách neprodukují téměř žádná životaschopná semena, jen nepatrná množství jsou řádně vyvinutá. Pravděpodobným důvodem je nezajištění požadavku na cizosprašné opylování.
Zajímavý je názor, že huseničák šedý je dávno zapomenutým kultivarem, jeho semena obsahují kyselinu erukovou (37 %), kyselinu linolovou (17 %) a kyselinu linolenovou (16 %).

## Invazní rostlina
Invazní druhy rostlin jsou většinou nenáročné na živiny a uchytí se i ve značně nepříznivých podmínkách. Při přestěhování do cizích oblastí ztratí své přirozené nepřítele i nemoci a tím získají podmínky pro nerušený rozvoj. Mohou tak nejen škodit při pěstování kulturních plodin, ale také nekontrolovaně vytlačují domácí druhy rostlin z jejich původních stanovišť.
U huseničáku šedého je známo, že se v ČR vyskytuje hlavně okolo dopravních cest nebo manipulačních míst se semeny. Proto je doporučeno jeho průběžné sledování na celém území ČR, tj. preventivně kontrolovat lokality jeho dřívějšího výskytu a vyhledávat perspektivně nové.